# Gron.Studs

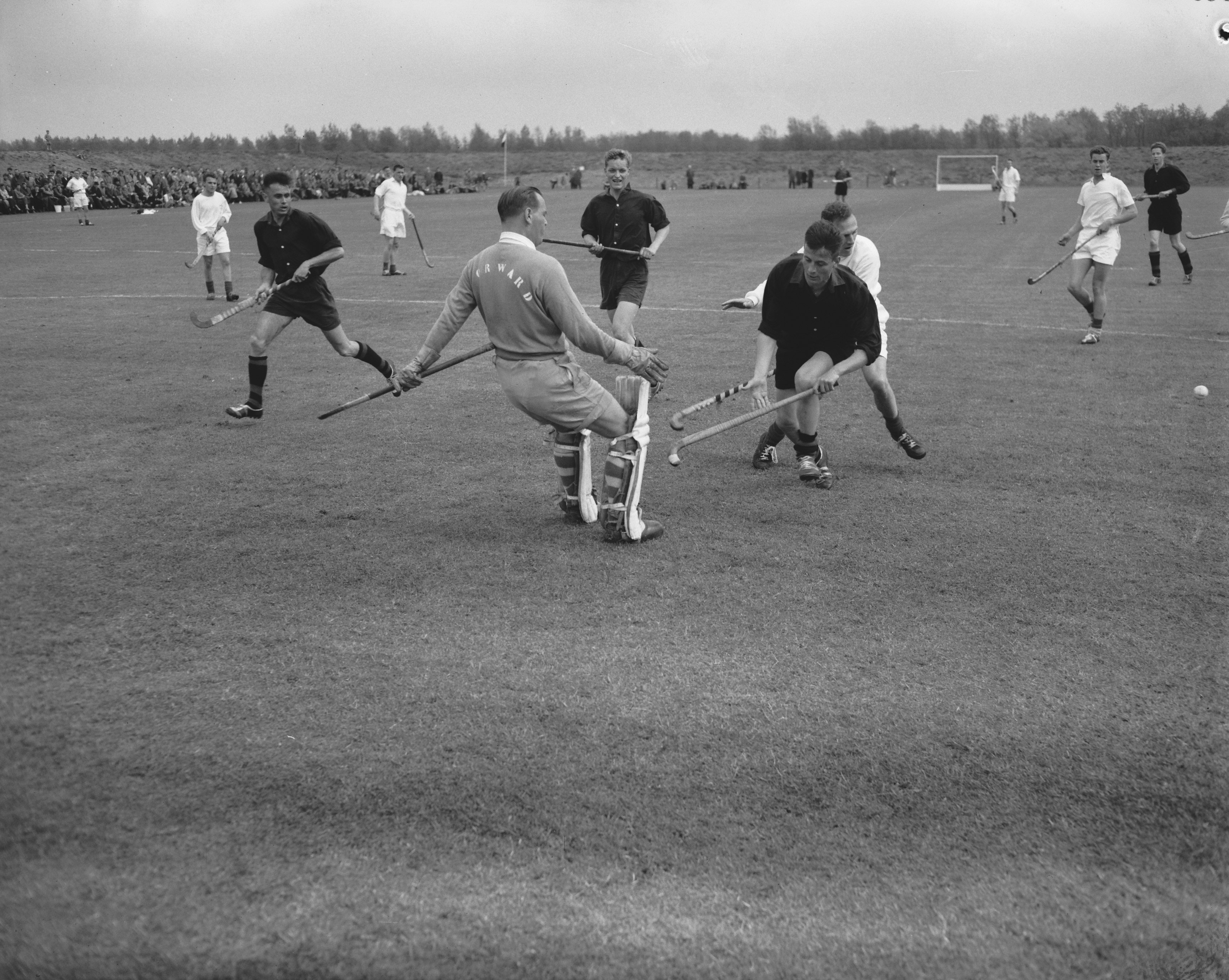
GSHC in 1958

Gron.Stud.H.C. is een van de twee studentenhockeyverenigingen van de stad Groningen. De club is opgericht op 30 mei 1938. De velden en het clubhuis zijn gelegen op het Zernikecomplex in Groningen aan het Blauwborgje. Sinds het seizoen 2012/13 beschikken zij ook over een waterveld. Lidmaatschap is alleen mogelijk voor studenten die lid zijn van studentenvereniging Vindicat.

## Erelijst
- Landskampioen zaalhockey
  - Heren: 1980, 1982
  - Dames: 1975